# Víctor Manuel García Estévez
Víctor Manuel García Estévez (Miranda de Ebro, 5 d'abril de 1981) és un ciclista espanyol que milita principalment en equips amateurs.

## Palmarès
- 2004
  - 1r a la Volta a Lleó
  - 1r a la Volta a Tenerife i vencedor de 2 etapes
- 2005
  -  Campió d'Espanya de ciclistes sense contracte
  - 1r a la Volta a Tenerife i vencedor d'una etapa
  - 1r al Memorial Valenciaga
- 2011
  - 1r a la Volta a Michoacán
- 2012
  - 1r a la Ruta del Centro
- 2013
  - 1r a la Ruta del Centro
  - 1r a la Volta a Michoacán
- 2015
  - Vencedor a la Volta a Mèxic
- 2016
  - Vencedor a la Volta a Costa Rica
- 2017
  - 1r a la Ruta del Centro i vencedor d'una etapa